# 콘트랙트 (2006년 영화)
《콘트랙트》(영어: The Contract)는 미국, 독일에서 제작된 브루스 베리스퍼드 감독의 2006년 범죄 스릴러 영화이다. 모건 프리먼, 존 큐색 등이 출연하였다.

## 출연진
- 모건 프리먼
- 존 큐색
- 제이미 앤더슨
- 앨리스 크리거
- 메건 도즈
- 코리 존슨
- 조너선 하이드
- 빌 스미트러비치
- 네드 벨러미
- 토머스 로키어
- 이언 쇼
- 머세이아 먼로